# Famille de Créquy
Pour les articles homonymes, voir Créquy (homonymie).
La famille de Créquy (olim de Créqui) est une ancienne famille noble originaire de l'Artois qui prend son nom de la localité de Créquy, aujourd’hui dans le département du Pas-de-Calais.
Cette famille éteinte au début du XIXe siècle (en 1801) était connue depuis le Xe siècle et a une filiation prouvée depuis Baudoin, sire de Créqui, vivant en 1209.

## Histoire

### Origine
Arnoul, sire de Créquy, dit « le Vieil » ou « le Barbu », mort en 897, serait à l'origine de cette famille, cependant cette affirmation est vivement contestée, et la première trace fiable remonte à 986 avec la fondation par un certain Ramelin de Créqui de l'abbaye de Ruisseauville.[réf. nécessaire]
On ne peut considérer la filiation prouvée de la famille de Créquy que depuis Baudoin, sire de Créqui, vivant en 1209, marié à Marguerite de Saint-Omer,.

### Branches
La famille de Créquy se divisa en de nombreuses branches toutes éteintes dont les principales étaient :
- La branche de Créqui-Ricey
- La branche de Fressin, éteinte en 1574 avec Antoine de Créquy, cardinal, évêque d'Amiens[1]. La descendance de cette branche se prolonge dans la Maison de Blanchefort, qui relève le nom et les armes de Créquy, et forme deux branches, celle des ducs de Lesdiguières et celle des princes de Poix, éteintes respectivement en 1703 et 1687 ;
- la branche des comtes de Créquy-Bernieulles, éteinte en 1702[1].
- La branche des seigneurs de Frohen et de Canaples, éteinte à la fin du XVIIIe siècle avec Jean-Antoine de Créquy, chevalier, baron de Frohen, dit le comte de Canaples[1].
- La branche de Créqui-Hesmond, éteinte avec Charles-Marie de Créquy, marquis de Créquy, décédé en 1801, dernier de sa famille[1].

Une branche de la famille de Créquy éteinte en 1413 prit le nom de la terre de Heilly.
Après l'extinction en 1801 de la famille de Créquy, son nom a été relevé par la famille de Beaucorps, autorisée à ajouter « Créqui » à son nom par ordonnance du 11 octobre 1815 et décisions de la Chancellerie du 12 août 1885 et 1er juin 1907.

## Personnalités
- Baudouin I sire de Créqui et de Fressin, trouvé en 1007, baron en Artois, à qui on attribue la devise Nul ne s'y frotte et le cri de guerre À Créquy le grand baron. Il épousa Marguerite de Louvain.
- Gérard de Créqui, chevalier croisé en 1096, dont les armes figurent à la Salle des Croisades du Palais de Versailles.
- Raoul de Créqui qui épousa Mahaut de Craon juste avant son départ pour la deuxième croisade (1146-1147) avec Louis VII le Jeune. Raoul fut fait prisonnier à la bataille de Laodicée, et sa femme Mahaut, le croyant mort allait épouser le sire de Renty que Raoul trouva dans ses domaines à son retour. Il se fit reconnaître de son épouse grâce au demi-anneau nuptial qu'il avait emporté, d'où La Romance du sire de Créqui en cent sept quatrains. Il mourut en 1181.
- Henri de Créquy, mort au siège de Damiette en 1240 ;
- Enguerrand de Créqui, évêque de Cambrai (??? - 1285), élu évêque de Cambrai en 1272 mais son épiscopat est mentionné de 1274 à sa mort en 1285 ;
- Enguerrand de Créqui, évêque de Thérouanne (1301 - 1330) ;
- Jean V de Créquy, chevalier de l'ordre de la Toison d'or. Il fut au service du duc de Bourgogne Philippe III le Bon. Il prit part à la défense de Paris contre Jeanne d'Arc en 1429, et fut ambassadeur d'Aragon et de France ;
- Antoine de Créquy, était un des capitaines de François Ier, et décéda dans un accident au siège d'Hesdin en 1523 ;
- François de Créquy, évêque de Thérouanne, abbé de Selincourt ;
- Antoine II de Créquy, dit l'ancien, évêque de Thérouanne après son frère François, puis évêque de Nantes après son neveu Antoine de Créquy ;
- Jean VIII de Créquy, sire de Créquy, prince de Poix, seigneur de Canaples, Fressin (décédé en 1555)
- Antoine de Créquy, (1535-1574), évêque de Nantes (1552) puis d'Amiens (1561), cardinal de Saint-Triphon (créé cardinal le 11 mars 1565).

Au décès d'Antoine de Créquy, en 1574, le nom et les armes de Créquy sont relevés par le famille de Blanchefort :
- Charles Ier de Blanchefort de Créqui (1571-1638), mestre de camp du régiment des Gardes-Françaises et Maréchal de France
- François de Bonne de Créqui (1596-1677), fils du précédent, mestre de camp du régiment des Gardes-Françaises, pair de France et maréchal de France

- Charles III de Créquy (1623-1687), Pair de France, militaire et diplomate petit-fils de Charles II de Blanchefort-Créquy (1571-1638) et arrière-petit-fils de François de Bonne de Lesdiguières (1543-1626) ;
- Alphonse de Créquy,  comte de Canaples, duc de Lesdiguières, frère du précédent ;
- François de Créquy (1625-1687), dit le « Maréchal de Créquy » né dans la famille de Blanchefort ; c'est le plus jeune fils de Charles (mort en 1630), de son vivant sire de Créquy et de Canaples, et d'Anne Grimoard du Roure et petit-fils de Charles Ier de Créquy (1573-1638).

Derniers descendants de la lignée de Créquy :
- Louis de Créquy (1686-1741), écrivain. Son épouse, Renée-Caroline-Victoire de Froulay, a écrit les Souvenirs de la Marquise de Créquy.
- Charles-Marie de Créquy (1737-1801), essayiste, mémorialiste et dernier marquis de Créquy.

## Armes
Les armes de la famille sont : D'or au créquier de gueules.

## Alliances
Les principales alliances de la famille de Créquy sont : de Bailleul, de Louvain, de Saint-Pol, de Hainaut, de Craon, de Saint-Omer, de Picquigny, d'Heilly, de Beauvais, de Haverskerke, de Roye, de La Tour-d'Auvergne, de Rubempré, de Soissons, d'Acigné, de Lannoy, de Guisancourt, de Rouvroy de Saint-Simon, de Gouffier, de Vieux-Pont, de Bourbon-Vendôme, Le Febvre de Caumartin, de Manneville, d'Auxy, de Mannay, d'Humières, de Laval, Le Roy, Vignier, de Rohan, de Rimboval.